# Impuls właściwy
Impuls właściwy – parametr silnika rakietowego w napędzie statków kosmicznych, oznaczany {\displaystyle I} lub {\displaystyle I_{sp},} równy stosunkowi popędu wytworzonej siły ciągu do masy zużytych materiałów (paliwa i utleniacza):
{\displaystyle I={\frac {F\ \Delta t}{\Delta m}}={\frac {\Delta p}{\Delta t}}\cdot {\frac {\Delta t}{\Delta m}}={\frac {\Delta p}{\Delta m}}.}
Równoważny jest ilorazowi siły ciągu i strumienia masy, tj. masy czynnika roboczego wyrzucanego w jednostce czasu. Pomijając inne siły działające na poruszany obiekt, impuls właściwy odpowiada przyrostowi pędu obiektu w wyniku zużycia jednostki masy paliwa rakietowego i jest jednym z najważniejszych parametrów silników rakietowych pracujących w przestrzeni kosmicznej.
Wymiarem impulsu właściwego w układzie SI jest:
{\displaystyle [I]=1\mathrm {{\frac {N\cdot s}{kg}}=1{\frac {m}{s}}} ,}
czyli wymiar prędkości – i w istocie impuls właściwy równy jest średniej prędkości wylotowej gazu:
{\displaystyle I=v_{e}^{}.}

## Impuls w sekundach
Często impuls właściwy określa się jako wytwarzany popęd przypadający na jednostkę ciężaru paliwa w warunkach ziemskich:
{\displaystyle I_{sp}={\frac {F\ \Delta t}{g\Delta m}}={\frac {\Delta p}{g\Delta m}}.}
Siłę ciągu określa wzór:
{\displaystyle F_{c}=I_{sp}{\frac {\Delta m}{\Delta t}}g,}
gdzie:
{\displaystyle F_{c}} – siła ciągu wytwarzana przez silnik w niutonach,
{\displaystyle I_{sp}} – impuls właściwy w sekundach,
{\displaystyle \Delta m/\Delta t} – szybkość tracenia masy (paliwa) w kg/s,
{\displaystyle g} – przyspieszenie ziemskie w m/s².
Obecnie używane w rakietach nośnych silniki używające jako paliwa ciekłego wodoru, a jako utleniacza ciekłego tlenu, mają impuls właściwy ok. 450 s (lub 4400 m/s), zaś silniki używające jako paliwa nafty, a jako utleniacza ciekłego tlenu, mają impuls właściwy ok. 330 s (lub 3200 m/s). Rakiety na paliwo stałe mają impuls właściwy poniżej 300 s. Silnik nuklearny opracowany w ramach programu NERVA, w którym energię dostarczał reaktor jądrowy a substancją roboczą był wodór, miał impuls właściwy 850 s. Obecnie używane silniki jonowe mają impuls właściwy rzędu kilku tysięcy sekund.